# Penicillamina
La penicillamina, derivato dall'idrolisi dell'antibiotico penicillina, è un farmaco senza attività antimicrobica che mostra un'azione di tipo chelante ed antinfiammatoria in alcune forme di artrite. È un farmaco utilizzato elettivamente per il trattamento della malattia di Wilson. È anche usato per le persone con calcoli renali che hanno alti livelli di cistina nelle urine, artrite reumatoide e avvelenamento da metalli pesanti.
Effetti indesiderati comuni includono eruzione cutanea, perdita di appetito, nausea, diarrea e bassi livelli di globuli bianchi nel sangue. Altri gravi effetti collaterali includono problemi al fegato, bronchiolite obliterante e miastenia grave. Non è raccomandato nelle persone con lupus eritematoso. L'uso durante la gravidanza può provocare danni al bambino. La penicillamina agisce legando i metalli pesanti; i complessi penicillamina-metallo risultanti vengono quindi rimossi dal corpo tramite le urine.
Strutturalmente si relaziona con l'amminoacido cisteina, ragion per cui è anche conosciuta come beta-dimetilcisteina.
La penicillamina è stata approvata per uso medico negli Stati Uniti nel 1970.  È incluso nell'elenco dei medicinali essenziali dell'Organizzazione mondiale della sanità, i medicinali più sicuri ed efficaci necessari in un sistema sanitario. Il costo all'ingrosso nei paesi in via di sviluppo è di circa $ 0,55 a $ 1,20 a dose. Un ciclo mensile nel Regno Unito costa al SSN circa 178 £ a partire dal 2019. Negli Stati Uniti i costi del farmaco sono aumentati da circa 500 USD a 24.000 USD al mese nel 2016.

## Indicazioni
Si usa nel trattamento delle seguenti patologie:
- malattia di Wilson (indicazione elettiva)
- artrite reumatoide giovanile
- fibrosi epatiche multifattoriali
- intossicazioni da piombo, rame, mercurio, arsenico e tallio.

## Meccanismo di azione
La penicillamina può chelare il rame e permetterne una più facile escrezione nelle urine. Ecco perché trova indicazione elettiva nella malattia di Wilson, che comporta l'accumulo di rame nei tessuti. Viene impiegata anche nel trattamento dell'artrite reumatoride (RA), appartenendo alla categoria di farmaci chiamati DMARDs (Disease-Modifying Anti-aRthritic Drugs; anti-artritici modificatori della risposta).
I meccanismi molecolari alla base della sua azione farmacologica sono multipli (vedere Referenze bibliografiche):
a) inibizione della mieloperossidasi dei leucociti, responsabile della produzione di ipoclorito, composto pro-infiammatorio rilasciato nelle lesioni flogistiche;
b) inibizione dell'enzima carbossipeptidasi A e di alcune metalloproteasi della matrice extracellulare, per rilascio dell'atomo di zinco dal loro sito catalitico;
c) la chelazione del rame dagli enzimi delle cellule immunitarie, riduce l'attività di alcuni di essi coinvolti nella sintesi di citochine (come la calcineurina) o nello "scavenging" dei radicali liberi dell'ossigeno (come la superossido dismutasi 1; Cu-Zn SOD).

## Effetti collaterali
Reazioni di ipersensibilità: rash, prurito, febbre, ematuria, proteinuria, leucopenia, trombocitopenia, anemia emolitica, agranulocitosi, epatite, pancreatite, anoressia, nausea, disgeusia, vomito e dolore epigastrico.
L'assunzione cronica può indurre pemfigo, sindromi autoimmunitarie simili al lupus eritematoso con comparsa di anticorpi anti-nucleo (ANA) e miastenia gravis.

## Storia
John Walshe descrisse per la prima volta l'uso della penicillamina nella malattia di Wilson nel 1956. Aveva scoperto il composto nelle urine dei pazienti (incluso se stesso) che avevano assunto penicillina e aveva confermato sperimentalmente che aumentava l'escrezione urinaria di rame mediante chelazione. Ha avuto difficoltà iniziali a convincere diversi esperti mondiali dell'epoca (Denny Brown e Cumings) della sua efficacia, poiché ritenevano che la malattia di Wilson non fosse principalmente un problema di omeostasi del rame ma del metabolismo degli aminoacidi . Studi successivi hanno confermato sia la teoria centrata sul rame sia l'efficacia della D-penicillamina. Walshe fu anche pioniere di altri chelanti come il trietilene tetramina dicloridrato e il tetrathiomolybdate.
La penicillamina fu sintetizzata per la prima volta da John Cornforth (Somerville College, Oxford) sotto la supervisione di Robert Robinson.
La penicillamina è stata utilizzata per il primo caso di artrite reumatoide nel 1964.